# Моцарт (футболист)
Мо́царт Са́нтос Бати́ста Жунио́р (порт. Mozart Santos Batista Junior; род. 8 ноября 1979, Куритиба), более известный мононимно как Моцарт — бразильский футболист и тренер. Играл за сборную Бразилии, выступал на Олимпийских играх 2000 в Сиднее. Является автором 900-го гола московского «Спартака» в чемпионатах России.

## Карьера игрока
Моцарт родился в Куритибе, штат Парана. Своё имя он получил в честь своего отца, Моцарта Сантоса Батисты, чей отец был композитором. Прадедушка Моцарта был родом из Польши, уехавшим из страны на поиски лучшей жизни в Бразилии, поэтому Моцарт мог выступать за сборную Польши, с ним даже контактировали люди из польской федерации футбола, но вызов в польскую команду не состоялся.
Он выступал за команды «Парана», «Бордо» (Франция), «Коритиба», «Фламенго» и «Реджина», куда Моцарт перешёл за 2 млн долларов. В «Реджине» Моцарт провёл 5 лет, был капитаном команды. С клубом он в свой первый сезон вылетел в серию В, а затем вернулся в высший итальянский дивизион. В сезоне 2004—2005 Моцарт стал третьим в серии А по количеству точных передач и 6-м по количеству перехватов. В 2005 году даже получил почётный 10-й номер в клубе. В том же году Моцартом заинтересовались несколько клубов, в их числе были итальянские «Фиорентина», Ювентус и «Палермо», «Рома», а также московский «Спартак». Для красно-белого клуба бразилец стал приоритетной селекционной целью в летнюю дозаявочную кампанию. Однако президент Реджины рассматривал только предложения клубов из-за границы, не желая усиливать конкурентов по серии А. Сам Моцарт хотел остаться в Италии, а переход за пределы Апеннинов рассматривал как вынужденную меру, направленную на помощь клубу, испытывавшего финансовые трудности.

### «Спартак» (Москва)
20 августа 2005 года Моцарт подписал со «Спартаком» 4-летний контракт, с ежегодной заработной платой 850 тыс. евро, сумма трансфера составила от 6 до 6,5 млн евро. Покупка Моцарта стала на тот момент вторым по стоимости трансфером в истории «Спартака». В клубе Моцарт выбрал номер 24 в честь дня рождения жены, которая родилась 24 августа. В составе «Спартака» Моцарт дебютировал 6 сентября в товарищеском матче со «Спартаком» из Щёлково, а фанаты клуба поприветствовали новичка баннером: «Моцарт, добро пожаловать в великий клуб!»; игра завершилась вничью 1:1, а Моцарт провёл все 90 минут. В официальном матче за «Спартак» Моцарт сыграл 12 сентября в игре чемпионата России с «Тереком», в котором красно-белые победили 2:1. В матче 24 тура в котором Спартак встречался с ЦСКА, ошибка Моцарта привела к единственному голу во встрече. В том же сезоне в матче с «Шинником» Моцарт получил травму колена и выбыл до конца сезона. Зимой, после курса реабилитации на родине, Моцарт восстановился после травмы. Несмотря на то, что первый сезон у Моцарта в «Спартаке» получился не слишком удачным, всё же он смог завоевать место в основе команды и стать главным связующим звеном между обороной и нападением клуба.
Зимой 2006 года Моцарт начал немного говорить по-русски, что облегчило общение Моцарта в клубе. 13 марта в матче Суперкубка России на 47-й минуте Моцарт забил свой первый мяч за «Спартак», однако это не спасло клуб от поражения от ЦСКА. В матче 3 тура сезона 2006 с ЦСКА Моцарт, ставший главным исполнителем стандартных положений в команде, сделал голевой пас по штрафного, позволивший свести матч клубов вничью 1:1. 13 апреля Моцарт забил свои первые мячи за команду в Кубке России, реализовав два пенальти, что стало для него первым подобным опытом в профессиональной карьере. В матче 6-го тура с «Москвой» Моцарт мог во второй раз забить два 11-метровых, но второй удар с «точки» отбил Жевнов, первый же гол стал для него дебютным в чемпионате.
21 мая 2006 года «Спартак» проиграл в финале Кубка России ЦСКА со счётом 0:3, этот матч стал одним из самых худших для Моцарта в России: в конце игры он получил красную карточку за то, что наступил на ногу Дуду, а из его зоны в последние минуты было начато две голевые атаки. После игры стали ходить разговоры, что Моцарт, игравший на ключевой позиции в центре поля, хотя и является игроком хорошего уровня и командным бойцом, но свои эмоции в ключевых матчах не способен контролировать (это удаление стало вторым в сезоне для Моцарта, предыдущее было также с ЦСКА). После матча Моцарт извинился за свой поступок, это позволило уменьшить срок дисквалификации игрока до двух матчей. Однако эти неудачи не сломили Моцарта, и бразилец стал одним из лучших и незаменимых игроков состава «красно-белых».
В конце сентября Моцарт получил тяжёлую травму: у игрока случился рецидив старой травмы коленного сустава. Однако после обследования выяснилось, что травма не слишком серьёзная, и Моцарт, пропустив лишь один матч, вернулся на поле. Через некоторое время после восстановления Моцарт провёл чрезвычайно неудачный матч в Лиге чемпионов с «Интером», где много и часто ошибался, после чего был переведён главным тренером команды Владимиром Федотовым в дубль, также переводу послужила и небольшая травма футболиста. Восстановившись от травмы, Моцарт сыграл очень хороший матч с Динамо, сделав две результативные передачи и забив с пенальти. В результате Моцарт стал одним из самых лучших игроков сезона в России: он занял 5-е место по системе «гол+пас», а по средней оценке Спорт-Экспресса — 13-е место среди всех игроков в чемпионате и второе место среди опорных полузащитников. По версии РФС Моцарт среди опорников стал третьим. В декабре Моцартом стал интересоваться клуб «Торино», искавший опорного полузащитника, однако сделка не состоялась.
После окончания сезона Моцарт уехал на отдых с семьёй в Куритибу. На первый сбор «Спартака» Моцарт вместе с соотечественником Жедером опоздал, после чего было принято решение отправить бразильцев в дубль и оштрафовать их, опоздание Моцарта составило 7 дней. Причиной опоздания бразильцы назвали то, что они не знали время окончания отпуска, однако руководство клуба им не поверило. Во втором туре стартовавшего чемпионата России Моцарт был удалён на 84-й минуте матча с «Амкаром» за удар мячом в лицо соперника после свистка. Тренер Спартака Федотов сказал, что Моцарту нужно давать лекарства. После этого Моцарт был дисквалифицирован на 4 игры, получил серьёзный штраф (от 10 по 15 тыс. долларов) в команде. Сам Моцарт посчитал, что 4 матча дисквалификации — это слишком серьёзное наказание за его проступок. На 4 матча в составе «Спартака» Моцарта заменил Алексей Ребко. Однако в Кубке России Моцарт имел право играть, и бразилец стал одним из героев четвертьфинала с «Зенитом», сделав голевой пас и забив с пенальти. В ответной игре Моцарт не забил пенальти, а затем должен был получить жёлтую карточку за неспортивное поведение, но арбитр встречи его незаслуженно не наказал. Затем Моцарт провёл две неудачные игры с ЦСКА и «Локомотивом», после чего стали появляться слухи о уходе Моцарта в «Фиорентину», тем более сам игрок сказал о своём желании возвратиться в Италию. Также были слухи о переходе Моцарта в «Селтик». Причиной слухов о уходе бразильца стало то, что полузащитник перестал попадать в стартовый состав «Спартака», из-за чего назрел конфликт с главным тренером команды Владимиром Федотовым, который, однако, сказал, что весь конфликт состоит в том, что Моцарт стал играть хуже и был переведён в дубль, но сам Федотов не понимал, почему Моцарт так резко ухудшил свою игру. Вскоре Федотов был уволен, и его место занял Станислав Черчесов. Одним из первых шагов Черчесова на посту главного тренера стал разговор с Моцартом, однако это не помешало Черчесову вновь отправить Моцарта в дубль, на этот раз из-за проблемы с лишним весом, которую сам Моцарт опроверг. В матче дублирующих составов Моцарт получил травму и некоторое время лечился иглоукалыванием. Вскоре Моцарт, уже подыскивающий новый клуб, был возвращён в основу «Спартака» и вновь стал показывать былой уровень игры. В ноябре Моцарт получил очередной рецидив травмы коленного сустава, и ему на родине была сделана операция. «Спартак», как и год назад, выиграл серебряные медали чемпионата России.
В январе 2008 года Моцарт одним из первых возвратился из отпуска на базу для прохождения медосмотра, это он объяснил тем, что дата прилёта была ему сказана лично.. В том же году Моцарт, желавший остаться в клубе, выразил просьбу о продлении контракта. В третьем туре чемпионата России Моцарт получил две жёлтые карточки, причём вторую за откидку мяча. В схеме «Спартака», которую стал использовать Черчесов, Моцарту доводилось исполнять роль второго опорника, начинателя атак, рядом с настроенными на разрушение либо Сабитовым, либо Ковальчуком, которые были более настроены на оборону. Но многим болельщикам не нравилось то, что Моцарт действовал очень медленно, тормозя развитие атаки:

«Возьмите Моцарта. Он принимает мяч и три раза своей задницей вокруг мяча крутит, за это время весь темп атаки теряется». Валерий Рейнгольд
Однако Черчесов доверял Моцарту и даже отдал бразильцу капитанскую повязку в некоторых матчах «Спартака», когда на поле отсутствовал Егор Титов. Однако после разгрома «Спартака» от ЦСКА в игре, где Моцарт действовал не слишком удачно, Черчесов отправил бразильца вместе с Титовым и Калиниченко в дубль, отказавшись комментировать причины своего решения. Легенда «Спартака» Никита Симонян не поддержал Черчесова, сказав, что из лидеров «Спартака» сделали «козлов отпущения». Вскоре Черчесов объяснил, что капитан и вице-капитаны должны были нести ответственность за качество игры, которое было чрезвычайно неудовлетворительным. Через некоторое время Черчесов переговорил с Моцартом и вернул его в основной состав команды. Две недели в дубле «красно-белых» стали самыми тяжёлыми для Моцарта в карьере, сам Черчесов возвращение бразильца не прокомментировал. В 15 туре Моцарт забил гол с пенальти, поразив ворота клуба «Луч-Энергия», которые защищал полевой игрок «Луча» Игорь Шевченко, вставший на ворота вместо удалённого голкипера владивостокской команды, — Моцарт стал 7-м игроком, забившим подобный гол.
В матче 3-го квалификационного этапа Лиги чемпионов с киевским «Динамо» «Спартак» проиграл 1:4, а Моцарт стал одним из виновников поражения, сделав передачу на форварда соперников Бангуре, который сравнял счёт, затем же не смог помешать полузащитникам «Динамо» разыгрывать мяч около штрафной «Спартака». После матча Черчесов был уволен и его место занял Игорь Ледяхов, который доверял Моцарту и даже дал ему капитанскую повязку, но тот не забил пенальти в матче с «Москвой», промахнувшись мимо ворот, хотя в предыдущем туре действовал очень удачно, сделав голевую передачу. Затем пост тренера «Спартака» занял Микаэль Лаудруп, который вновь ставил Моцарта в основу клуба, и тот ответил сторицей, став действовать больше в атаке «Спартака», но затем бразильца вновь подвела дисциплина: он был удалён в матче с «Крыльями Советов». Когда Моцарт уходил с поля, он был освистан болельщиками «красно-белых». За удаление Моцарт получил в команде очередной штраф. В том же матче Моцарт получил небольшую травму, выбыв из строя на 4 недели. После этого руководство «Спартака» приняло решение расстаться с Моцартом, подыскивая ему замену. По окончании сезона Моцарт сказал, что хотел бы покинуть «Спартак», тем более, что им заинтересовались в «Торино» и «Дженоа», но сделки не состоялись, несмотря на то, что «Торино» активно вёл переговоры с Моцартом, желавшим играть в Турине, и даже предлагал «Спартаку» 1,5 млн евро отступных. Агент футболиста Дарио Канови сказал, что причиной ухода Моцарта стало то, что «Спартак» не рассчитывал на бразильца. Главный тренер «Спартака» Лаудруп не видел Моцарта в своей команде, он даже не брал бразильца на предсезонный сбор, а потому бразилец тренировался по индивидуальному графику. Когда прошли сроки трансферного окна, Моцарт был вынужден остаться в команде, но клуб даже не захотел дозаявить его в стартующий чемпионат России. 7 апреля 2009 года по обоюдному согласию Моцарт расторг контракт со «Спартаком».

### После «Спартака»
Первоначально Моцарт, находящийся в статусе свободного агента, хотел подписать контракт с «Гремио», но 24 апреля он подписал контракт с клубом «Палмейрас» сроком до декабря 2010 года. Палмейрас по договору, купил лишь 60 % прав на футболиста. В клубе он дебютировал 5 июня выйдя на поле в матче Кубка Либертадорес с клубом «Спорт Ресифи».

«Я не очень люблю вспоминать то время. Когда меня приглашали в „Спартак“, то обещали сказочные условия, отличную атмосферу… А на деле я оказался в клубе, где за красивым фасадом скрывался напряжённый и крайне недружелюбный коллектив, в штыки принимавший каждого новичка. К тому же с болельщиками возникли проблемы. Они в России жуткие расисты! Если ты забил гол — молодец, а если ошибся, то сразу „грязная макака“. Я играл в Европе и никогда не слышал, чтобы там себе такое позволяли, но в России власти закрывали на подобные выходки глаза, и расизм процветал. Доставалось не только мне — Веллитона тоже поначалу сопровождали самые обидные прозвища. По непонятным мне причинам фанаты „Спартака“ сделали меня виновным чуть ли не во всех бедах команды, а ведь я ничего криминального не сделал, я просто хотел играть в футбол! В итоге я устал от этих „русских горок“. Если поначалу у меня ещё была мотивация оставаться в команде, вернуть себе место в стартовом составе, побороться с клубом за трофеи, то постепенно эти желания умерли. Я просто не хотел играть. Не было цели! Я знал, что какой бы уровень я ни демонстрировал, всё равно в любой момент могу оказаться вне „Спартака“… Слава богу, всё это позади — сегодня я игрок „Палмейраса“ и абсолютно счастлив. „Спартак“ остался в прошлом»
В августе 2009 года принял решение вернуться в Италию. 26 августа Моцарт перешёл в итальянский клуб «Ливорно» за 370 тыс. евро, подписав контракт на 2 года. В составе «Ливорно» Моцарт дебютировал 12 сентября в матче чемпионата Италии с «Миланом» и провёл на поле 64 минуты, игра завершилась вничью 0:0.
После отъезда из Италии Моцарт попытался перейти в «Куритибу», но стороны не смогли прийти к соглашению. После этого футболист не выступал на протяжении 18 месяцев. 26 апреля 2012 года Сантос подписал годичный контракт с китайским клубом «Наньчан Хэнъюань».

## Тренерская карьера
В апреле 2013 Моцарт готовился к дебюту в качестве главного тренера в клубе третьего дивизиона чемпионата штата Санта-Катарина «Каноиньяс», но из-за разногласий с советом директоров был уволен, не проведя ни одной игры. 20 июня 2013 Моцарт стал главным тренером клуба Лиги Катариненсе «Жарагуа». Тренером итальянской команды «Реджина», выступающей в третьем по силе итальянском дивизионе, Моцарт стал в июне 2014 года.
10 июня 2021 года возглавил «Крузейро», подписав контракт до конца сезона 2021. 30 июля 2021 года по окончании матча 15-го тура Серии B 2021 «Крузейро» — «Лондрина» (2:2) подал в отставку. Под его руководством «Крузейро» провёл 13 матчей в Серии B (2 победы, 7 ничьих и 4 поражения) и занимал 18-е место после 15-го тура.
30 августа 2021 года во второй раз в своей тренерской карьере возглавил клуб Серии B ССА.

## Личная жизнь
Моцарт женат, супругу зовут Изабелла, в честь Изабеллы Моцарт сделал татуировку с её именем, и когда он забивает гол, то целует татуировку. У Моцарта есть дочь Мануэла, которая родилась в 6,5 месяцев и из-за этого долго находилась в роддоме. В декабре 2008 года у Моцарта родился сын Лука.
Из музыки Моцарт предпочитает самбу, а также любит играть с семьёй на музыкальных инструментах, из которых предпочитает пандейру.

## Статистика выступлений
| 1997      | Парана           | Серия А | 0  | 0 | 0 | 0 | 0  | 0 | ?  | ? |
| 1998      | Парана           | Серия А | 0  | 0 | 0 | 0 | 0  | 0 | ?  | ? |
| 1997-1998 | Бордо            | Лига 1  | 0  | 0 | ? | ? | 0  | 0 |    |   |
| 1999      | Коритиба         | Серия А | 18 | 0 | 5 | 0 | 0  | 0 | ?  | 0 |
| 2000      | Фламенго         | Серия А | 11 | 0 | 7 | 1 | 1  | 0 | 17 | 0 |
| 2000-2001 | Реджина          | Серия А | 12 | 1 | 0 | 0 | 0  | 0 |    |   |
| 2001-2002 | Реджина          | Серия А | 36 | 2 | 2 | 1 | 0  | 0 |    |   |
| 2002-2003 | Реджина          | Серия А | 30 | 2 | 4 | 1 | 0  | 0 |    |   |
| 2003-2004 | Реджина          | Серия А | 26 | 2 | 1 | 0 | 0  | 0 |    |   |
| 2004-2005 | Реджина          | Серия А | 35 | 2 | 1 | 0 | 0  | 0 |    |   |
| 2005-2006 | Реджина          | Серия А | 0  | 0 | 2 | 1 | 0  | 0 |    |   |
| 2005      | Спартак (Москва) | РФПЛ    | 7  | 0 | 0 | 0 | 0  | 0 |    |   |
| 2006      | Спартак (Москва) | РФПЛ    | 22 | 4 | 6 | 2 | 10 | 1 |    |   |
| 2007      | Спартак (Москва) | РФПЛ    | 18 | 1 | 6 | 1 | 7  | 1 |    |   |
| 2008      | Спартак (Москва) | РФПЛ    | 21 | 2 | 1 | 0 | 6  | 0 |    |   |
| 2009      | Палмейрас        | Серия А | 6  | 0 | 0 | 0 | 2  | 0 | ?  | ? |
| 2009-2010 | Ливорно          | Серия А | 6  | 0 | 0 | 0 | 0  | 0 |    |   |

Под прочими турнирами имеется в виду бразильские соревнования штатов

## Достижения
- Чемпион штата Парана (2): 1998,1999
- Чемпион штата Рио-де-Жанейро: 2000
- Серебряный призёр чемпионата России (3): 2005, 2006, 2007